# Calle de Serrano
La calle de Serrano es una conocida vía de la ciudad de Madrid, considerada una de las calles más caras y exclusivas de la capital española,y el centro de la «Milla de Oro madrileña», la zona de lujo correspondiente. En Serrano se concentran un gran número de marcas de lujo, entre ellas Prada, Gucci, Versace o Yves Saint Laurent. La calle surgió cuando el inversor José de Salamanca y Mayol creó el barrio con su nombre a mediados del siglo XIX: el barrio de Salamanca. Comienza en la plaza de la Independencia, junto a la Puerta de Alcalá y finaliza en la plaza de la República de Ecuador, atravesando el barrio de Salamanca y Chamartín.  
Lleva el nombre del militar y político Francisco Serrano, figura política de gran importancia durante el Sexenio Democrático, que vivió y falleció en el número 14 la calle. Serrano es desde 2023 la segunda calle comercial con mayores rentas de España, tras el paseo de Gracia en Barcelona, y  la triegésimo-tercera de toda Europa.

## Historia

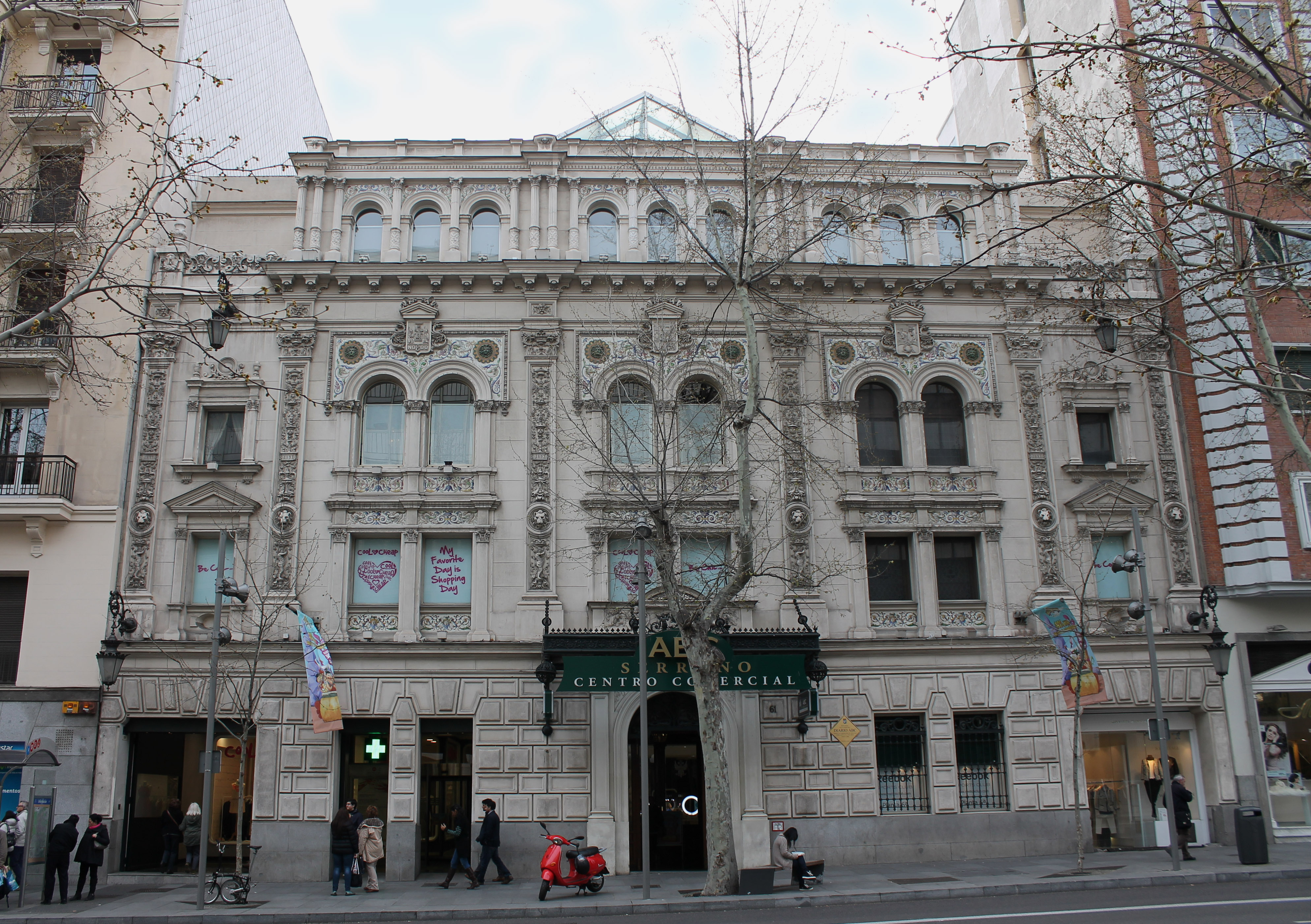
Edificio ABC Serrano

La calle se denominó inicialmente «bulevar Narváez» y tras la revolución de 1868 fue denominada tal y como se conoce en la actualidad. Las primeras viviendas que se construyeron iban desde la calle de Villanueva hasta la calle de Goya (es decir las calles detrás del Museo Arqueológico). En aquella época las condiciones saludables del barrio le convertían en ideal para las viviendas de lujo, amplias avenidas, cerca del campo, abundantes aguas. 
El mismo Salamanca creó la primera línea de tranvías de Madrid para servir al barrio y la primera estación de tranvías que hubo en la ciudad se encontraba en esta calle esquina a la calle Maldonado, el primero de ellos partió el 31 de mayo de 1871 hacia la Puerta del Sol. Esquina con la calle del General Oráa se encontraba la «huerta de Cánovas». Durante la Guerra civil española fue sede del Partido Comunista. También es conocida por sus boutiques de moda, como Tommy Hilfiger, Carolina Herrera, Manolo Blahnik, Prada, Versace, Yves Saint Laurent, Ermenegildo Zegna, Gucci y Salvatore Ferragamo, entre otras; también se hallan joyerías internacionales como Cartier, Tous, Bvlgari, Piaget, entre otras. También existe un edificio de los grandes almacenes El Corte Inglés.
Recibe su nombre su nombre actual en honor del militar y político español Francisco Serrano, que ocupó en distintos períodos la Presidencia del Consejo de Ministros y llegó en dos ocasiones a la Jefatura del Estado (como regente y como presidente de la República), que vivió y falleció en el número 14 de la calle.

## Vecinos ilustres
- En el número 4 de la calle vivió el periodista Miguel Moya Ojanguren, primer presidente de la Asociación de Periodistas.
- En el número 16 vivió Gonzalo Rico Avello.
- En el número 22 vivió Antonio Romero Ortiz donde fundó, en 1870, el Museo Romero Ortiz en el que tenía expuestas sus colecciones de antigüedades[4]
- En el número 25 vivió Tomás de Beruete y Udaeta, propietario del edificio que obtuvo el premio de arquitectura de 1923, siendo construido por el arquitecto Enrique Pfitz y López.[5]
- En el número 27 (actual número 31) vivió desde el 6 de junio de 1908[6] hasta el 24 de febrero del 1909,[7] el poeta y político Rubén Darío, durante su cargo como embajador de Nicaragua.
- En el número 31 vivió Mariano Miguel de Val.
- En el 38 vivió, durante la Segunda República Española, Manuel Azaña.
- En el número 40 vivió el político Emilio Castelar.
- El literato Francisco Navarro Ledesma vivió y murió en el número 70.
- En el 72 vivió Manuel de Falla.
- En el número 83 de Serrano murió el político Antonio de los Ríos Rosas.

## Monumentos y puntos notables
- Museo Arqueológico Nacional
- Plaza de Colón
- Museo Lázaro Galdiano.

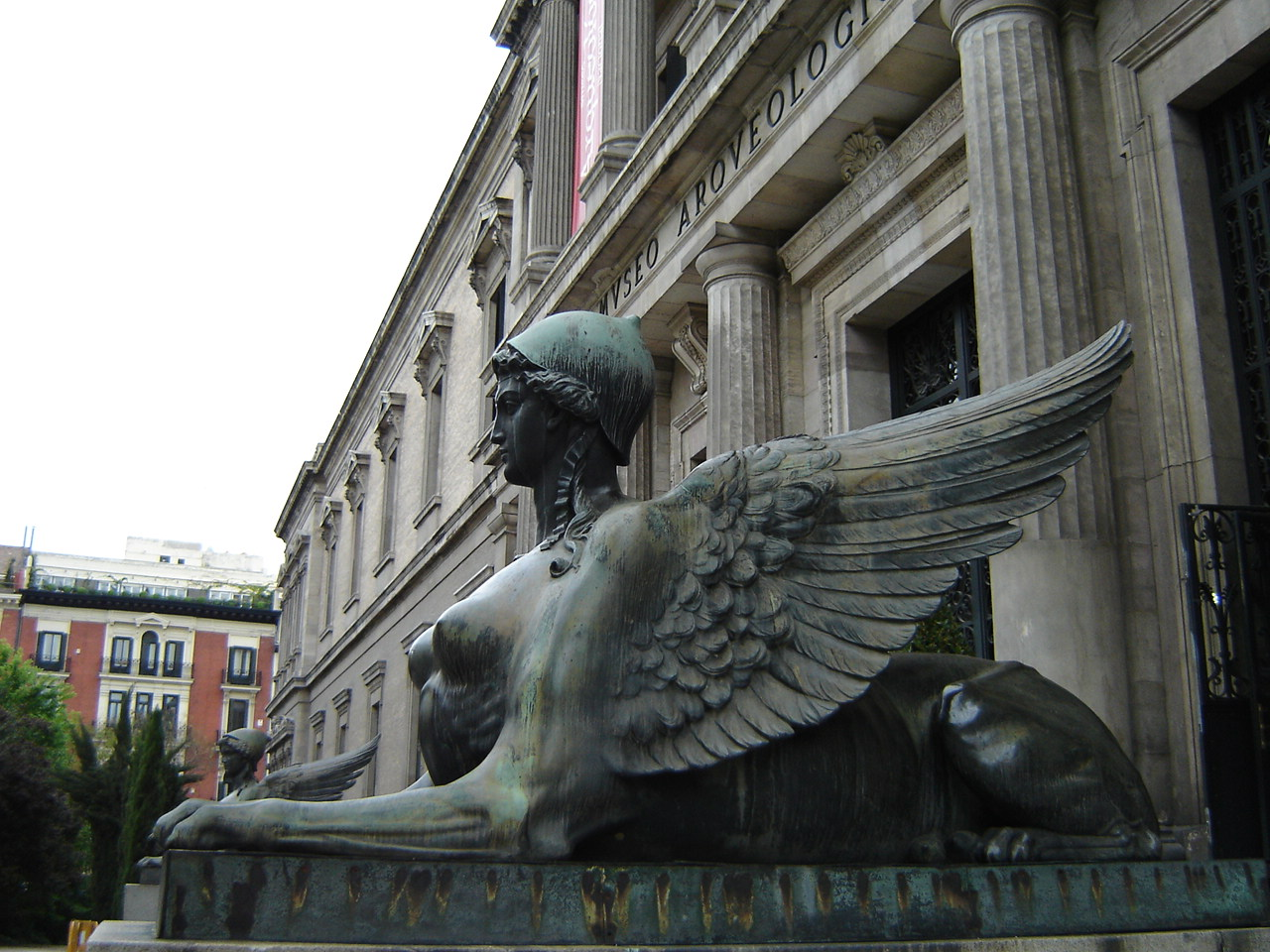
Esfinge en el Museo Arqueológico Nacional

- Edificio ABC Serrano - complejo comercial y de ocio denominado en la actualidad Centro Comercial ABC Serrano.
- Casa del Marqués de Villora (1928-1929), en el número 130, del arquitecto Rafael Bergamín, uno de los primeros ejemplos de la arquitectura racionalista en España.
- Iglesia de San Francisco de Borja.
- Consejo Superior de Investigaciones Científicas
- Embajada del Japón en España
- Sede de la Embajada de los Estados Unidos en España
- Ilustre Colegio de Abogados de Madrid

## Referencias

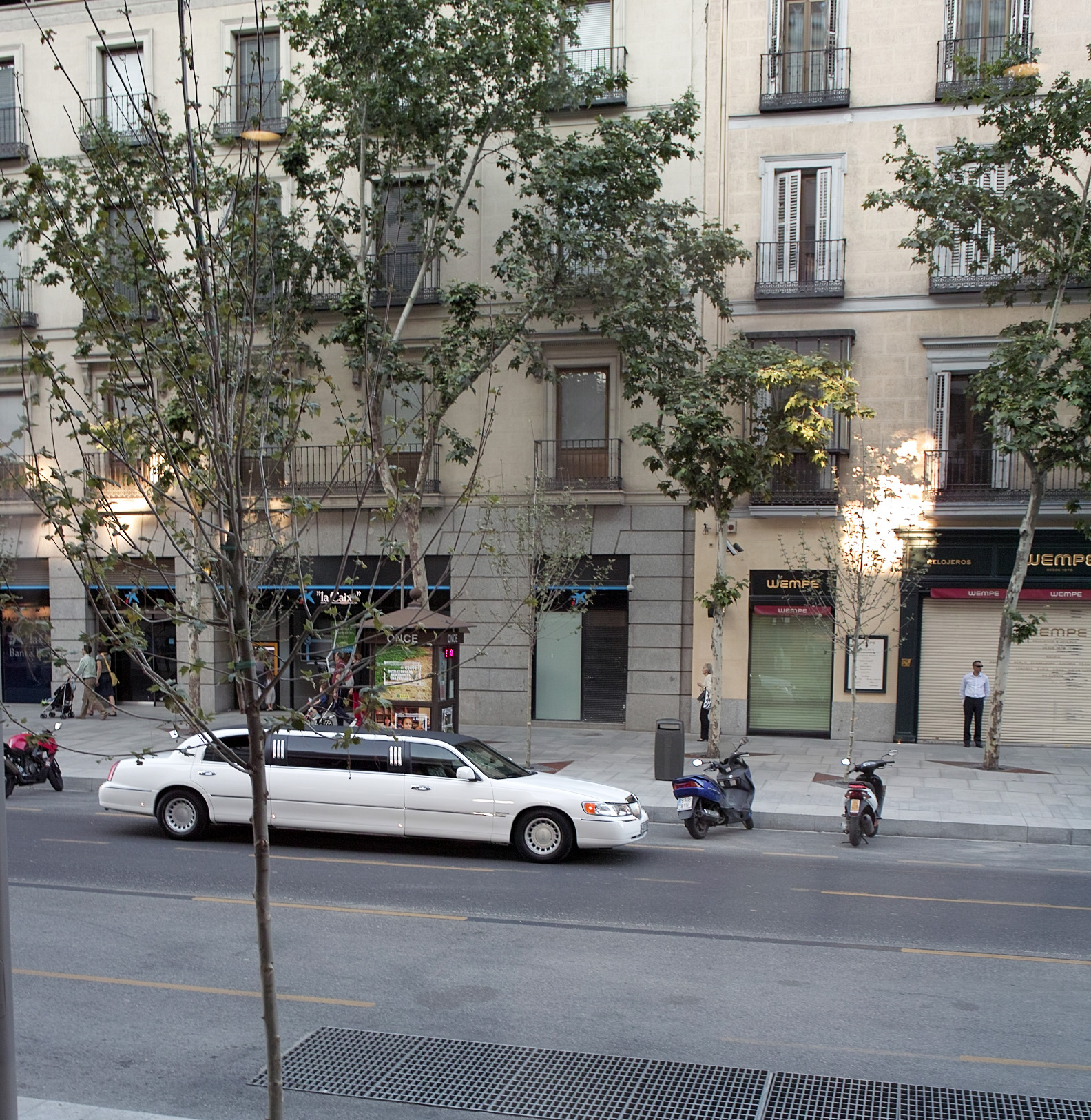
Limusina en la calle

## Comunicaciones
| Estaciones de Metro   | Colombia, República Argentina, Serrano y Retiro |
| Líneas de Autobús EMT | 1 9 16 19 21 28 51 53 74N4                      |